# Małgorzata Kiwior-Filo
Małgorzata Kiwior-Filo – polska politolożka, doktor habilitowana nauk społecznych, profesor uczelni Uniwersytetu Jagiellońskiego, wykładowczyni w Instytucie Nauk Politycznych i Stosunków Międzynarodowych UJ.

## Kariera naukowa
W 1995 ukończyła studia magisterskie na Uniwersytecie Jagiellońskim. 27 września 2002 uzyskała na macierzystej uczelni stopień doktora nauk humanistycznych w dyscyplinie nauk o polityce na podstawie pracy Benedetto Croce wobec faszyzmu – ewolucja doktryny politycznej, której promotorem był Wiesław Kozub-Ciembroniewicz. 2 grudnia 2014 r. uzyskała na tej samej uczelni i w tej samej dyscyplinie stopień doktora habilitowanego na podstawie dorobku naukowego oraz rozprawy Myśl polityczna włoskich liberałów wobec faszyzmu.
W macierzystym instytucie należy do zespołu Katedry Filozofii Polityki.